# Klub der Intelligenz
Die Klubs der Intelligenz waren eine Einrichtung innerhalb des Kulturbundes der DDR.
Zur Schaffung und Unterstützung der Klubs der Intelligenz gab der Kulturbund im Jahre 1954 Richtlinien heraus. Deren Hauptaufgaben als Treffpunkte der Angehörigen der Intelligenz waren vor allem die Organisierung des interdisziplinären Gespräches, die Durchführung von kulturellen Veranstaltungen und die Herausbildung eines regen geselligen Lebens. Die Schicht der Intelligenz in der DDR sollte damit in die Entwicklung des gesellschaftlichen Lebens der DDR eingebunden werden.
Die Klubs wurden durch einen Beschluss des Zentralrates am 14. September 1957 dem Kulturbund unterstellt. Diese Maßnahme war eine Reaktion darauf, dass in den Klubs die Entwicklung der „Theorie“ einer gewissen Unabhängigkeit vom Kulturbund und den „Bestrebungen unseres Staates“ festgestellt wurde. Diese Unterstellung solle die „Geistesschaffenden“ zusammenfassen und „Zentren offener geistiger Auseinandersetzung mit der Intelligenz“ sein im Sinne einer allgemeinen Orientierung des Kulturbundes.
Seit 1958 gab es ebenfalls „Landklubs der Intelligenz“, die den in den Landkreisen tätigen Intellektuellen eine Gelegenheit geben sollen, „sich mit Arbeitern und Genossenschaftsbauern über wichtige Fragen der gesellschaftlichen Entwicklung auszusprechen“.
Zum einen waren die Klubs der Intelligenz eine gewisse Zone für freie Diskussionen und Begegnungen, zum anderen jedoch begrüßten sie oft in offiziellen Stellungnahmen die Politik der Partei- und Staatsführung der DDR.
Im Jahre 1989 bestanden 170 Klubs in allen größeren Städten der DDR. Sie hatten jeweils zwischen 100 und über 2000 Mitglieder.
Die Klubs benannten sich meist nach historischen Persönlichkeiten der jeweiligen Stadt und bekamen attraktive Villen oder andere zentrale Gebäude in den Städten zugewiesen (z. B. das Lingnerschloss in Dresden). Die Arbeit wurde von einigen hauptberuflichen Mitarbeitern und vielen ehrenamtlichen Mitgliedern organisiert. Für viele Künstler der DDR waren sie eine der wenigen Möglichkeiten, ihre Arbeiten innerhalb der DDR zu präsentieren.
1990, nach dem Ende der DDR, wandelten sich einige dieser Klubs in eigenständige Kulturvereine um.

## Klubs (Auswahl)
- Adam Olearius Klub, Aschersleben[8]
- Clemens Winkler Klub, Aue
- Hermann Duncker Klub, Bernau bei Berlin[9]
- Friedrich Wilhelm von Erdmannsdorff Klub, Dessau[12]
- Klubs in Dresden
  - Victor Klemperer Klub, im Lingnerschloss in Loschwitz
  - DRESDNER KLUB 1957 gegründet mit Sitz ebenfalls im Lingnerschloss, 1972 mit dem Victor-Klemperer-Klub vereinigt zum Dresdner Klub der Intelligenz auf der August-Bebel-Str. in Strehlen als Bestandteil des Kulturbundes der DDR, 1991 zum Dresdner Klub e. V.[13] gewandelt.
  - Semper-Club als Zusammenschluss von Architekturinteressierten und Denkmalschützern
  - List-Klub in der Hochschule für Verkehrswesen
  - Carus-Club der Medizinischen Akademie, 1984 gegründet; heute Lionsclub "Dresden-Carus"[14]
- Heinrich Mann Klub, Eberswalde[10]
- Georgius Agricola Klub später: Pablo Neruda Klub, Karl-Marx-Stadt/Chemnitz (in der Stadthalle Chemnitz)[15]
- Joliot-Curie Klub, Kleinmachnow (1961–1966 auf der Hakeburg)[16]
- Gottfried-Wilhelm-Leibniz-Klub, Leipzig [17]
- Johannes R. Becher, Neubrandenburg
- Hans Fallada Klub, Neustrelitz[18]
- Hans Heinrich Franck Klub, Wittenberg[11]